# Sfida senza regole
Sfida senza regole (Righteous Kill) è un film del 2008 diretto da Jon Avnet con protagonisti Al Pacino e Robert De Niro, alla loro terza collaborazione (anche se ne Il padrino - Parte II, non recitano mai nella stessa scena).

## Trama
New York. Il detective Thomas "Turk" Cowan, in un videomessaggio, confessa 14 delitti di criminali, o presunti tali che lui ha ritenuto colpevoli; il video messaggio scorre inframezzando la vicenda del pluridecorato detective e del suo partner David "Rooster" Fisk, prendendo il via dall'incriminazione con prove false di Randall, un maniaco assassino precedentemente assolto in giudizio; prosegue con le indagini relative ad un serial killer che lascia poesie sulle persone che uccide, e con quelle su Marcus "Spider" Smith, uno spacciatore che i due cercano di incastrare usando Jessica, una avvocata colta da Turk a sniffare cocaina in una toilette del locale di Spider.
L'avvocata viene scoperta da Spider. Nella sparatoria che ne segue, i due uccidono la guardia del corpo dello spacciatore e la donna viene ferita; le conseguenze sono immediate: gli affari interni obbligano i due detective a sottoporsi all'indagine della commissione e il loro capo, il tenente Hingus, aggiunge alla procedura un periodo di due settimane di colloqui con lo psicologo del dipartimento; di fronte alla commissione, forniscono versioni non coincidenti e, prima che vengano prese decisioni, si preferisce attendere il parere del medico.
Turk, che vive una relazione dai risvolti sado masochistici con l'agente della squadra CSI Karen Corelli, e nel tempo libero gioca nella squadra di baseball del dipartimento, si mostra insofferente alla situazione, mentre Fisk sembra prendere la cosa con maggiore filosofia; dopo qualche giorno, si aggiungono alle indagini sul serial killer altri due giovani detective, Perez e Riley, che mostrano di non provare rispetto per l'anzianità di servizio e l'esperienza di Turk e Fisk. I delitti proseguono e i quattro, appianate momentaneamente le divergenze, sembrano concordare, con la sola eccezione di Turk, sull'ipotesi avanzata da Fisk che l'omicida possa essere un poliziotto; i sospetti cadono su Martin Baum, un ex agente che ora lavora nella vigilanza privata, ma che ha un alibi per uno dei delitti. Un prete, conoscente di Turk, viene ritrovato ucciso all'interno della sua parrocchia.
Perez e Riley, dopo l'omicidio del prete, comunicano i loro sospetti su Turk al tenente, il quale, dopo aver interrogato il detective accusato, chiede l'opinione di Fisk, che nega decisamente che il suo collega possa essere il serial killer. Il giorno seguente, tuttavia, confida ai due giovani detective di avere, su proposta di Turk, manomesso le prove a carico di Randall, chiedendogli di continuare le loro indagini ma di non far uscire di prigione l'assassino; Turk, dopo essere stato momentaneamente trasferito in ufficio, a sua volta sospetta di Perez, che una sera viene fatto bersaglio di alcuni colpi di pistola. Karen, rientrata a casa, vi trova una poesia scritta con il medesimo biglietto usato dal serial killer, ma con una grafia differente e, immediatamente dopo, Turk si presenta a casa sua chiedendole di informarlo su quanto Perez sa di lui.
Le indagini sembrano ad una svolta: Yevgeny Mugalat, un criminale russo, viene colpito da tre proiettili, ma non muore; in ospedale, i detective vorrebbero interrogarlo se fosse in grado di parlare, mentre Perez e Riley, ormai convinti della colpevolezza di Turk, chiedono a Spider di fare da esca per incastrarlo. La sera prima dell'appostamento, Karen viene aggredita nella sua casa, picchiata e violentata. Turk si reca nel locale di Spider, ma inaspettatamente i detective scoprono di essersi sbagliati e che non è lui il serial killer. Dopo che Perez e Riley si sono allontanati e Karen è riuscita a parlare con Mugalat in ospedale, Fisk uccide Spider e costringe Turk a leggere, di fronte alla telecamera del locale, un diario in cui lo stesso Fisk si autoaccusa dei delitti.
Al termine del videomessaggio, Fisk spiega al collega che la sua "svolta" è iniziata nel momento in cui Turk ha manomesso le prove contro Randall; aggiunge di essere stato lui ad aggredire Karen, ma subito dopo si allontana, senza uccidere l'ormai ex collega; Turk raggiunge Fisk, ma improvvisamente arriva Karen che lo minaccia con la sua pistola ed egli, dopo avere tentato nuovamente di allontanarsi, viene raggiunto dal collega che non intende coprirlo. Dopo un breve dialogo, in cui Fisk sembra volere uccidere l'amico, Turk riesce a sparare per primo e Fisk, una volta colpito, gli chiede di non chiamare l'ambulanza, decidendo in questo modo di morire e di non andare sotto processo.
Il caso è chiuso e Turk, dopo avere parlato al telefono con la figlia, rassicurandola sulla sua condizione dopo l'accaduto, si reca insieme a Karen ad allenare una squadra giovanile femminile di baseball, continuando nella sua professione con lo stesso impegno e con lo stesso entusiasmo, ma forse con un atteggiamento diverso nei confronti della compagna.

## Distribuzione
Il film è uscito nelle sale cinematografiche statunitensi a partire dal 12 settembre 2008, mentre in Italia dal 26 settembre.

## Accoglienza
Il film si è rivelato un discreto successo al botteghino. Ha guadagnato infatti circa 40 milioni di dollari negli Stati Uniti e 38 milioni di dollari a livello internazionale per un totale di 78 milioni di dollari, riuscendo a coprire così il grosso budget di 60 milioni di dollari. Se paragonato al film Heat - La sfida, dove era presente l'accoppiata De Niro e Al Pacino, il film ha incassato circa 100 milioni di dollari in meno.
Il film ha tuttavia ricevuto pareri piuttosto negativi da parte della critica. Il sito Rotten Tomatoes ha assegnato un punteggio del 19% basato su 140 recensioni, mentre il sito Metacritic ha dato una valutazione positiva del 36% basato su 27 recensioni. Il film è stato anche incluso dalla rivista The Times tra i 100 peggiori film del 2008.

## Riconoscimenti
- Razzie Awards
  - 2008 - Candidatura per il peggior attore protagonista ad Al Pacino